# Carlos Scarone
Carlos Scarone (Montevideo, 11 novembre 1888 – Montevideo, 12 maggio 1965) è stato un calciatore uruguaiano.

## Carriera
Fratello maggiore del più celebre Héctor Scarone, Carlos si affacciò al calcio (all'epoca dilettantistico) nel 1908 nella seconda squadra del River Plate di Montevideo. Passò l'anno dopo al CURCC (l'attuale Peñarol), quindi si trasferì in Argentina, al Boca Juniors.
Nel 1914 fece ritorno in Uruguay, vestendo la maglia del Nacional. Del Decano (ove fu raggiunto due anni dopo dal fratello Héctor) divenne una delle bandiere, guidando da leader il club per 13 anni, conquistando ben 8 campionati nazionali.
In nazionale partecipò a 3 edizioni del Campeonato Sudamericano (attuale Coppa America), conquistando quelle del 1917 e del 1920.
Dopo il ritiro fu dirigente del Nacional.

## Palmarès

### Club
- Campionato uruguaiano: 8

Nacional: 1915, 1916, 1917, 1919, 1920, 1922, 1923, 1924

### Nazionale
- Coppa America: 2

Uruguay 1917, Cile 1920
- Copa Lipton: 4

1919, 1922, 1924, 1927
- Copa Newton: 4

1917, 1919, 1920, 1929